# Rasas
Rasas (en arabe : رساس, également orthographié "Csr") est un village dans le sud de la Syrie, faisant administrativement partie du Gouvernorat de Soueïda, situé au sud de al-Suwayda. Il se situe à proximité des localités d'Ira au sud-ouest, de Sahwat Bilata à l'est, d'al-Ruha au nord-est et d'Umm Walad à l'ouest. Selon le Bureau central des statistiques de Syrie, il comptait, en 2004, 3 332 habitants.

## Histoire
Rasas apparait dans les registres fiscaux ottomans en 1596 sous le nom de Sapi (diz nazd Kafr). Il faisait alors partie de la nahiya de Bani Nasiyya dans le Qada du Hauran. Sa population était entièrement musulmane et se composait de 20 ménages et 10 personnes diplômées. Les impôts étaient payés sur les produits agricoles (blé, l'orge, cultures d'été) ainsi que sur les chèvres et les ruches. Une partie des revenus (8 sur 24 pièces) est allée à un Waqf.